# Millerton (Iowa)
Millerton és una població dels Estats Units a l'estat d'Iowa. Segons el cens del 2000 tenia 48 habitants.

## Demografia
Segons el cens del 2000, Millerton tenia 48 habitants, 22 habitatges, i 10 famílies. La densitat de població era de 88,3 habitants/km².
Dels 22 habitatges en un 27,3% hi vivien nens de menys de 18 anys, en un 45,5% hi vivien parelles casades, en un 0% dones solteres, i en un 54,5% no eren unitats familiars. En el 54,5% dels habitatges hi vivien persones soles el 40,9% de les quals corresponia a persones de 65 anys o més que vivien soles. El nombre mitjà de persones vivint en cada habitatge era de 2,18 i el nombre mitjà de persones que vivien en cada família era de 3,6.
Per edats la població es repartia de la següent manera: un 27,1% tenia menys de 18 anys, un 6,3% entre 18 i 24, un 25% entre 25 i 44, un 20,8% de 45 a 60 i un 20,8% 65 anys o més.
L'edat mediana era de 39 anys. Per cada 100 dones de 18 o més anys hi havia 75 homes.
La renda mediana per habitatge era de 19.286 $ i la renda mediana per família de 43.750 $. Els homes tenien una renda mediana de 26.250 $ mentre que les dones 25.625 $. La renda per capita de la població era de 10.650 $. Cap de les famílies estaven per davall del llindar de pobresa.

## Poblacions més properes
El següent diagrama mostra les poblacions més properes.